# Ohňostroj marnosti
Ohňostroj marnosti (v anglickém originále The Bonfire of the Vanities) je americká filmová komedie z roku 1990. Režisérem filmu je Brian De Palma. Hlavní role ve filmu ztvárnili Tom Hanks, Bruce Willis, Melanie Griffith, Morgan Freeman a Kim Cattrall.

## Děj
Sherman McCoy je úspěšný obchodník s cennými papíry na Wall Street, který si užívá luxusního života na Manhattanu. Má manželku Judy, malou dceru, kterou zbožňuje, a vede dvojí život s milenkou Marií Ruskin, přitažlivou ženou z jihu, která je provdaná za staršího newyorského podnikatele.
Jednoho večera, když Sherman vyzvedává Marii na letišti JFK, se jejich život dramaticky změní. Cestou zpět do Mariina bytu se ztratí a omylem se ocitnou v nebezpečné čtvrti jižního Bronxu. Když Sherman vystoupí z auta, aby odstranil pneumatiku z cesty, přiblíží se k nim dva mladí černoši. Sherman rychle naskočí zpět do vozu a Maria, která mezitím přesedla za volant, v panice zařadí zpátečku. Při následném úniku srazí jednoho z mladíků, Henryho Lamba. Ačkoli Sherman chce incident nahlásit policii, Maria ho přesvědčí, aby tak neučinil, protože se bojí odhalení jejich aféry. Henry Lamb upadne do kómatu a později zemře.
Případ se dostává do médií jako příběh nevinného černošského studenta ze znevýhodněné čtvrti, který se stal obětí nespravedlnosti. Do případu se vloží reverend Bacon, vůdce afroamerické náboženské nátlakové skupiny, který se snaží incident prezentovat jako rasově motivovaný zločin a získat vysoké odškodné pro svou organizaci. Okresní prokurátor Abraham Weiss, který usiluje o znovuzvolení, vidí v případu příležitost získat hlasy menšinové komunity. Jeho dosavadní stíhání končila téměř výhradně uvězněním černošských a portorických obviněných, proto nyní potřebuje bílého obžalovaného. Když je Sherman identifikován jako majitel vozu, stane se hlavním podezřelým. Peter Fallow, alkoholický novinář bulvárního plátku, který zoufale hledá velký příběh pro svého editora, se případu chopí. Během vyšetřování zjistí, že Sherman je nevinný, ale pravda v této chvíli nevyhovuje nikomu.
Sherman postupně ztrácí podporu – manželka ho opouští a přátelé se od něj odvracejí. Nakonec se mu však podaří získat nahrávku z Mariina bytu, kde ona sama přiznává, že řídila auto. Tu přehraje během soudního procesu přímo v soudní síni, čímž prokáže, že Maria křivě svědčila. Když se přítomní bouří proti jeho osvobození, soudce Leonard White pronese plamenný proslov, v němž odsoudí pokrytectví všech zúčastněných – od reverenda Bacona přes prokurátora Weisse až po média, kteří případ zneužili pro vlastní prospěch.
O rok později Peter Fallow, který se mezitím stal uznávaným autorem, na prezentaci své knihy o případu prozrazuje, že Sherman McCoy opustil New York a odstěhoval se na neznámé místo, kde pravděpodobně žije v ústraní.

## Obsazení
| Tom Hanks         | Sherman McCoy  |
| Bruce Willis      | Peter Fallow   |
| Melanie Griffith  | Maria Ruskin   |
| Morgan Freeman    | Leonard White  |
| Kim Cattrall      | Judy McCoy     |
| Saul Rubinek      | Jed Kramer     |
| Alan King         | Arthur Ruskin  |
| John Hancock      | reverend Bacon |
| Kirsten Dunst     | Campbell McCoy |
| Rita Wilson       | PR             |
| F. Murray Abraham | D.A. Abe Weiss |